# Duinwater
Duinwater is drinkwater dat wordt opgepompt vanuit de duinen.
Vanouds verzamelde zich in de duinen het regenwater door infiltratie in de zandige bodem. Dit zoete water dreef als het ware op het zoute water en vormde aldus een barrière tegen de verzilting, de zogeheten zoetwaterzak.
Bovendien ontstonden op deze wijze vochtige duinvalleien met een rijke plantengroei.
De mens maakte in eerste instantie gebruik van het heldere duinwater door het graven van duinrellen, waarin het water verzameld werd.
Vanaf 1853 werd het duinwater ook rechtstreeks opgepompt door waterleidingbedrijven, in eerste instantie de Amsterdamsche Duinwater-Maatschappij. Toen de gewonnen hoeveelheid toenam, bemerkte men dat de duinen begonnen te verdrogen en bovendien bleek dat de zoetwaterzak uitgeput raakte. Hierdoor dreigde de bescherming tegen de verzilting ook weg te vallen.

## Infiltratie
Daarom kwam men op het idee om oppervlaktewater uit de rivieren naar de duinen te leiden en daar in de grond te laten infiltreren via een stelsel van greppels: oppervlakte-infiltratie. Nadat het zand zijn filterende werking had verricht, werd het water met behulp van een wat verderop gelegen put weer opgepompt. Vervolgens werd het water nagezuiverd en was het geschikt voor consumptie.
In 1940 werd, door het waterleidingbedrijf van de stad Leiden, oppervlakte-infiltratie voor het eerst toegepast en wel met behulp van water uit de Oude Rijn. Vanaf 1950 vond deze methode algemeen ingang.
In de jaren 70 van de 20e eeuw kwam men tot het inzicht dat ook oppervlakte-infiltratie zijn nadelen had: de verontreinigingen tastten de kwaliteit van de duinbodem aan. Deze werd erg voedselrijk en er groeiden ruigtekruiden in plaats van de oorspronkelijke vegetatie.
Om dit schadelijke effect tegen te gaan werden een tweetal maatregelen toegepast:
- Diepte-infiltratie, waarbij het oppervlaktewater op een diepte van 50 à 70 meter werd geïnfiltreerd en later teruggewonnen, beneden een ondoordringbare klei- en veenlaag. Aldus wordt de oppervlakte niet aangetast.
- Voorzuivering met behulp van membraanfiltratie, waardoor een het oppervlaktewater een aanzienlijk deel van zijn verontreiniging kwijtraakt alvorens geïnfiltreerd te worden.

## Externe bron
- Natuurinformatie